# Augusto Del Noce
Augusto Del Noce (Pistoia, 11 août 1910 – Rome, 30 décembre 1989) est un politologue, philosophe et homme politique italien. Spécialiste de Hegel et de Marx, il fut titulaire de la chaire d'histoire des idées politiques à l'université de La Sapienza, et, à partir de 1984, sénateur de la Démocratie chrétienne.

## Publications
- Il problema ideologico nella politica dei cattolici italiani, Bottega d'Erasmo, Torino 1964
- Il problema politico dei cattolici, UIPC, Roma 1967
- L'epoca della secolarizzazione, Giuffrè, Milano 1970. (fr), L'époque de la sécularisation, Syrtes, 2001.
- L'Eurocomunismo e l'Italia, Europa informazioni, Roma 1976
- Il suicidio della rivoluzione, Rusconi, Milano 1978
- Il cattolico comunista, Rusconi, Milano 1981
- L'interpretazione transpolitica della storia contemporanea, Guida, Napoli 1982
- Secolarizzazione e crisi della modernità, Esi, Napoli 1982
- Il problema dell'ateismo, Il Mulino, Bologna 1990

### Ouvrages posthumes
- Giovanni Gentile. Per una interpretazione filosofica della storia contemporanea, Il Mulino, Bologna 1990
- Da Cartesio a Rosmini, a cura di F. Mercadante e B. Casadei, Giuffrè, Milano 1991
- Filosofi dell'esistenza e della libertà, a cura di F. Mercadante e B. Casadei, Giuffrè, Milano 1992
- Rivoluzione, Risorgimento, Tradizione, a cura di A. Tarantini, F. Mercadante e B. Casadei, Giuffrè, Milano 1993
- I cattolici e il progressismo, a cura di B. Casadei, Leonardo, Milano 1994
- Fascismo e antifascismo, a cura di B. Casadei, Leonardo, Milano 1995
- Cristianità e laicità, a cura di F. Mercadante e P. Armellini, Giuffrè, Milano 1998
- Pensiero della Chiesa e filosofia contemporanea - Leone XIII / Paolo VI / Giovanni Paolo II, Edizioni Studium, Roma 2005
- Verità e ragione nella storia  - Antologia di scritti (Bur, Milano 2007 )

### Ouvrages traduits en français
- L'Irréligion occidentale, [trad. Philippe Baillet], Paris, Fac-éditions, 1995, 302 p.  (ISBN 978-2-90342-255-4)
- L'époque de la sécularisation, [trad. Philippe Baillet, Bernard Dumont], Paris, Editions des Syrtes, 2001, 256 p.  (ISBN 978-2-84545-032-5)
- Gramsci ou le « suicide de la révolution », [trad. Philippe Baillet, Hugues Portelli], Paris, Editions du Cerf, 2010, 208 p.  (ISBN 978-2-20409-058-2)